# Saint-Maurice-en-Cotentin
Pour les articles homonymes, voir Saint-Maurice.
Saint-Maurice-en-Cotentin est une commune française, située dans le département de la Manche en région Normandie, peuplée de 248 habitants.

## Géographie

### Localisation
Les communes limitrophes sont Sortosville-en-Beaumont, Fierville-les-Mines, La Haye-d'Ectot, Le Mesnil, Saint-Georges-de-la-Rivière, Saint-Jean-de-la-Rivière et Saint-Pierre-d'Arthéglise.

### Hydrographie
La commune est située dans le bassin Seine-Normandie. Elle est drainée par la Gerfleur, le Gris, la Saudre, le cours d'eau 01 du Petit Manoir et le fossé 01 de la commune de Saint-Maurice-en-Cotentin,,.
La Gerfleur, d'une longueur de 10 km, prend sa source dans la commune de Saint-Pierre-d'Arthéglise et se jette dans le golfe de Saint-Malo à Barneville-Carteret, après avoir traversé quatre communes.

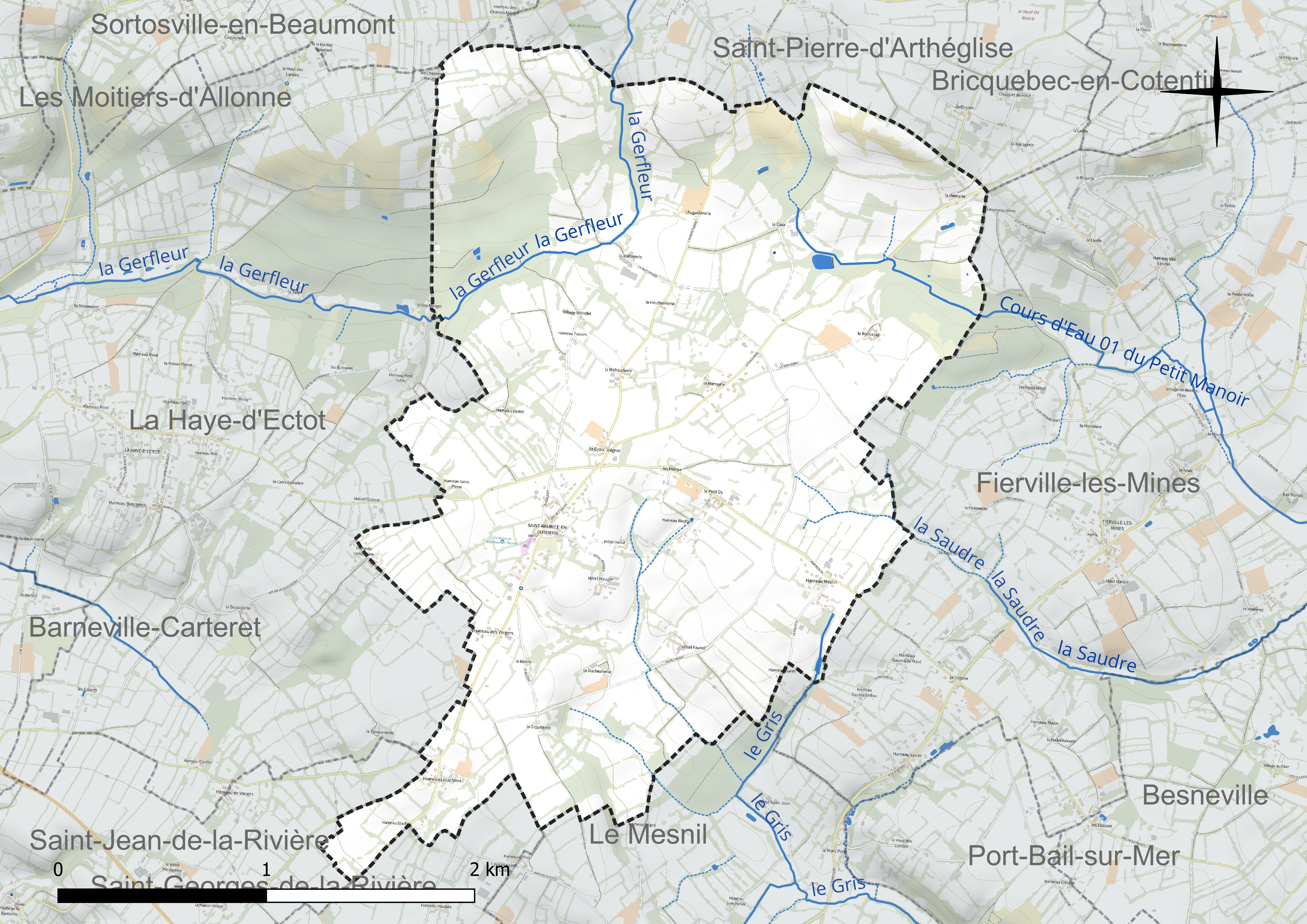
Réseau hydrographique de Saint-Maurice-en-Cotentin.

Le Gris, d'une longueur de 14 km, prend sa source dans la commune et se jette dans le golfe de Saint-Malo à Port-Bail-sur-Mer, après avoir traversé quatre communes.
La Saudre, d'une longueur de 14 km, prend sa source dans la commune et se jette dans la Douve en limite de Saint-Sauveur-le-Vicomte et de Néhou, après avoir traversé six communes.

### Climat
Pour des articles plus généraux, voir Climat de la Normandie et Climat de la Manche.
En 2010, le climat de la commune est de type climat océanique franc, selon une étude du CNRS s'appuyant sur une série de données couvrant la période 1971-2000. En 2020, Météo-France publie une typologie des climats de la France métropolitaine dans laquelle la commune est exposée à un climat océanique et est dans la région climatique  Normandie (Cotentin, Orne), caractérisée par une pluviométrie relativement élevée (850 mm/a) et un été frais (15,5 °C) et venté. Parallèlement le GIEC normand, un groupe régional d’experts sur le climat, différencie quant à lui, dans une étude de 2020, trois grands types de climats pour la région Normandie, nuancés à une échelle plus fine par les facteurs géographiques locaux. La commune est, selon ce zonage, exposée à un « climat maritime », correspondant au Cotentin et à l'ouest du département de la Manche, frais, humide et pluvieux, où les contrastes pluviométrique et thermique sont parfois très prononcés en quelques kilomètres quand le relief est marqué.
Pour la période 1971-2000, la température annuelle moyenne est de 11 °C, avec une amplitude thermique annuelle de 11,3 °C. Le cumul annuel moyen de précipitations est de 883 mm, avec 14,1 jours de précipitations en janvier et 7,7 jours en juillet. Pour la période 1991-2020, la température moyenne annuelle observée sur la station météorologique la plus proche, située sur la commune de Cherbourg-en-Cotentin à 28 km à vol d'oiseau, est de 12,1 °C et le cumul annuel moyen de précipitations est de 963,9 mm,. Pour l'avenir, les paramètres climatiques de la commune estimés pour 2050 selon différents scénarios d’émission de gaz à effet de serre sont consultables sur un site dédié publié par Météo-France en novembre 2022.

## Urbanisme

### Typologie
Au 1er janvier 2024, Saint-Maurice-en-Cotentin est catégorisée commune rurale à habitat dispersé, selon la nouvelle grille communale de densité à sept niveaux définie par l'Insee en 2022.
Elle est située hors unité urbaine et hors attraction des villes,.

### Occupation des sols
L'occupation des sols de la commune, telle qu'elle ressort de la base de données européenne d’occupation biophysique des sols Corine Land Cover (CLC), est marquée par l'importance des territoires agricoles (90,7 % en 2018), en diminution par rapport à 1990 (91,9 %).
La répartition détaillée en 2018 est la suivante : prairies (47,7 %), terres arables (35,7 %), forêts (8,1 %), zones agricoles hétérogènes (7,3 %), milieux à végétation arbustive et/ou herbacée (1,2 %).

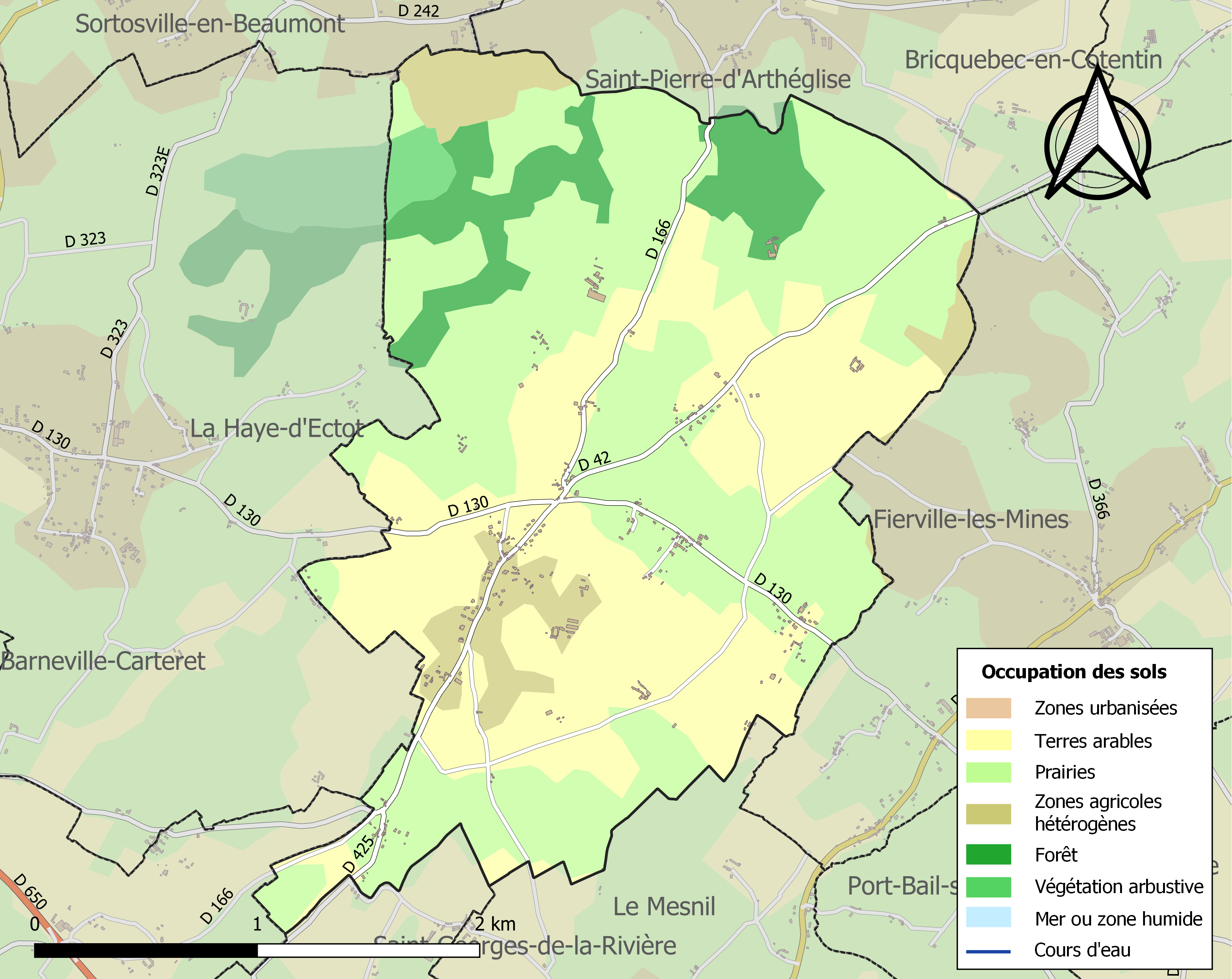
Carte des infrastructures et de l'occupation des sols de la commune en 2018 (CLC).

L'évolution de l’occupation des sols de la commune et de ses infrastructures peut être observée sur les différentes représentations cartographiques du territoire : la carte de Cassini (XVIIIe siècle), la carte d'état-major (1820-1866) et les cartes ou photos aériennes de l'IGN pour la période actuelle (1950 à aujourd'hui).

## Toponymie
Le nom de la localité est d'abord attesté sous les formes Sanctus Mauricius, puis Sanctus Mauricius de Putevilla fin XIIe, alternativement Putivilla au XIIe siècle, dans le cartulaire de l'abbaye de Montebourg, Sancti Mauricii vers 1280, Saint-Maurice-de-Puteville en 1408, et Saint-Maurice de l'Espinay (Sanctus Mauricius de Spineto) au XVe, et aux XIVe et XVe siècles Saint-Maurice de l'Espinoy.
L'église est dédiée à Maurice d'Agaune.
À la Révolution, les toponymes étant déchristianisés, le nom de la commune fut tout simplement Maurice pour redevenir Saint-Maurice en 1801. Le déterminant complémentaire en-Cotentin a été ajouté en 1938.

## Histoire

### Moyen Âge
Le fief de Saint-Maurice relevait de la seigneurie de Campigny près de Bayeux, et valait un demi-fief de haubert. Il avait des extensions à Saint-Pierre-d'Arthéglise, La Haye-d'Ectot, et au Mesnil.
Roger de Magneville, le plus ancien seigneur connu de Saint-Maurice, donna au début du XIIIe siècle, le patronage de l'église à l'abbaye de Montebourg. La seigneurie avait pour chef lieu le manoir de la Cour.

### Temps modernes
Dans le dernier tiers du XVIe siècle, le fief du Fournel, valant un huitième de fief de haubert et relevant du fief de La Haye-d'Ectot était tenu par la famille de Thieuville. En 1567, Gilles de Thieuville, écuyer, sieur de Saint-Maurice, du Fournel et du Parc à Saint-Lô-d'Ourville, est taxé pour ces fiefs de 12 livres et 10 solz dans le rôle des nobles et roturiers, au titre du ban et de l'arrière ban de la vicomté de Coutances, réalisé par Gilles Dancel, seigneur d'Audouville, lieutenant général du bailli de Cotentin, tenu à Coutances les 20-22 octobre. Le fief de Saint-Maurice, qui valait un demi-fief de haubert, et était tenu du fief de Campigny en Bessin, avait des extensions sur Saint-Pierre-d'Arthéglise, La Haye-d'Ectot et Saint-Martin-du-Mesnil.
Jusqu'au XVIIIe siècle, entre le hameau Vastel et la Mahauderie, un gisement de minerai de fer fut exploité.

## Politique et administration

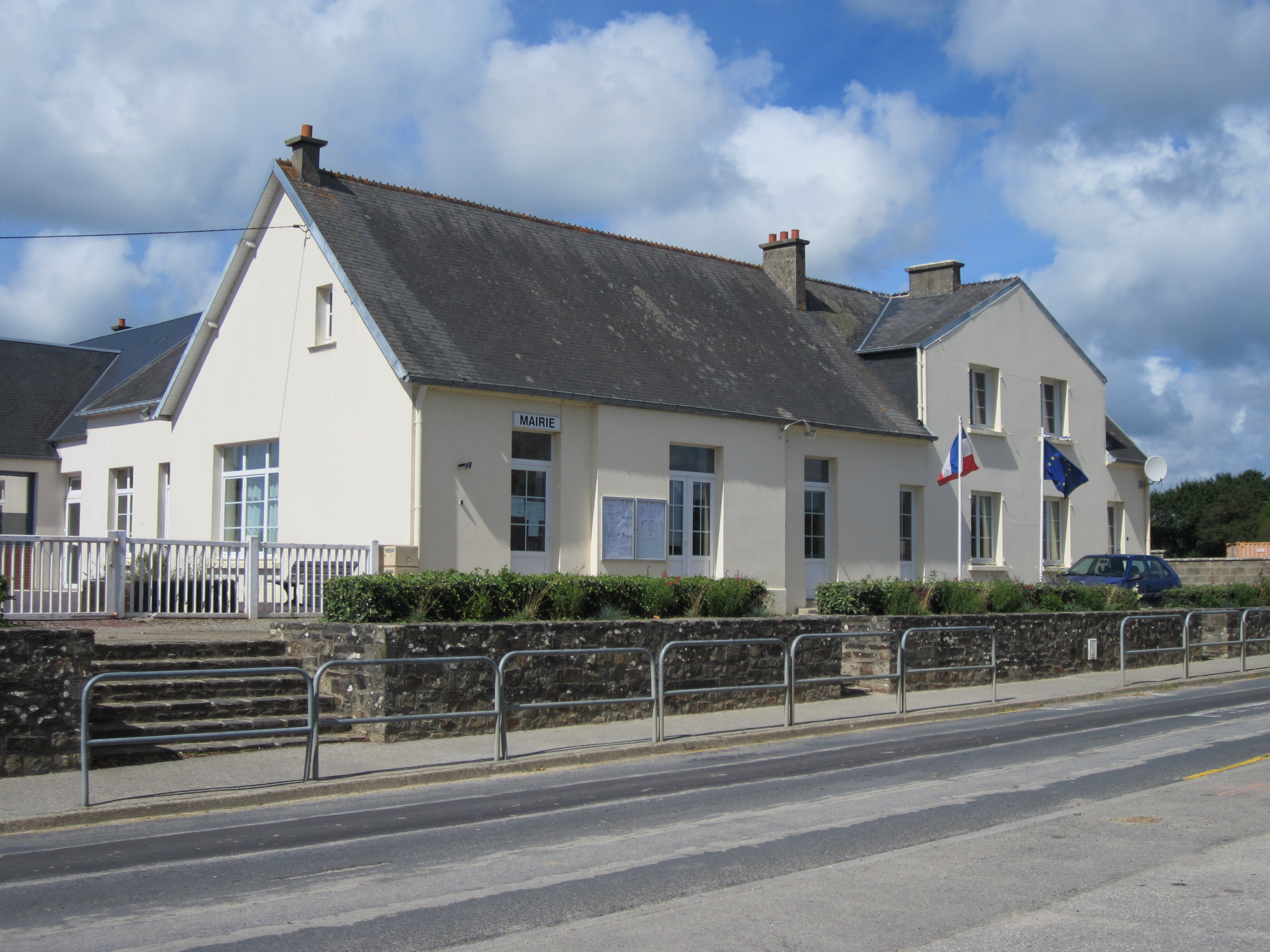
La mairie.

| Période                                  | Période   | Identité               | Étiquette | Qualité                 |
| ---------------------------------------- | --------- | ---------------------- | --------- | ----------------------- |
| 1943                                     | 1947      | Arsène Lechevallier    |           | Agriculteur             |
| 1947                                     | 1953      | Marcel Lerouvillois    |           | Agriculteur             |
| 1953                                     | mars 1977 | Arsène Lechevallier    | DVD       | Agriculteur             |
| mars 1977                                | juin 1995 | Jean Simon             |           | Agriculteur             |
| juin 1995                                | mars 2008 | Jacques Fafin          |           | Géomètre                |
| mars 2008                                | mai 2020  | Alain Collas-Dugenetel | SE        | Responsable de parc BTP |
| mai 2020                                 | En cours  | Tony Jouanneault       | SE        | Étudiant                |
| Les données manquantes sont à compléter. |           |                        |           |                         |

## Démographie
L'évolution du nombre d'habitants est connue à travers les recensements de la population effectués dans la commune depuis 1793. Pour les communes de moins de 10 000 habitants, une enquête de recensement portant sur toute la population est réalisée tous les cinq ans, les populations de référence des années intermédiaires étant quant à elles estimées par interpolation ou extrapolation. Pour la commune, le premier recensement exhaustif entrant dans le cadre du nouveau dispositif a été réalisé en 2004.
En 2022, la commune comptait 248 habitants, en évolution de −3,88 % par rapport à 2016 (Manche : −0,31 %, France hors Mayotte : +2,11 %).
| 1793 | 1800 | 1806 | 1821 | 1831 | 1836 | 1841 | 1846 | 1851 |
| ---- | ---- | ---- | ---- | ---- | ---- | ---- | ---- | ---- |
| 491  | 509  | 536  | 639  | 614  | 610  | 614  | 620  | 578  |

| 1856 | 1861 | 1866 | 1872 | 1876 | 1881 | 1886 | 1891 | 1896 |
| ---- | ---- | ---- | ---- | ---- | ---- | ---- | ---- | ---- |
| 507  | 464  | 474  | 396  | 461  | 437  | 402  | 370  | 358  |

| 1901 | 1906 | 1911 | 1921 | 1926 | 1931 | 1936 | 1946 | 1954 |
| ---- | ---- | ---- | ---- | ---- | ---- | ---- | ---- | ---- |
| 344  | 343  | 346  | 309  | 327  | 325  | 318  | 292  | 304  |

| 1962 | 1968 | 1975 | 1982 | 1990 | 1999 | 2004 | 2006 | 2009 |
| ---- | ---- | ---- | ---- | ---- | ---- | ---- | ---- | ---- |
| 278  | 195  | 177  | 178  | 203  | 231  | 275  | 281  | 287  |

| 2014 | 2019 | 2022 | - | - | - | - | - | - |
| ---- | ---- | ---- | - | - | - | - | - | - |
| 262  | 255  | 248  | - | - | - | - | - | - |

## Culture locale et patrimoine

### Lieux et monuments

#### Patrimoine religieux
- Église Saint-Maurice des XVe, XVIIe – XVIIIe siècles, avec une grosse tour du XVIe siècle et une gargouille de facture médiévale à l'angle du clocher[Note 3]. Le croisillon nord qui date du XVe siècle supporte le clocher. La sacristie à cinq pans date de 1725, et les fenêtres du chœur percées au XVe siècle ont été modifiées en 1892, et celles de la nef, en anse de panier, ont été agrandies au XVIIIe siècle.

L'édifice abrite plusieurs œuvres classées au titre objet aux monuments historiques dont les statues de saint Maurice en chevalier, avec heaume, lance et écu (limite XIVe-XVe), saint Laurent du XVe, saint évêque du XVe, saint Sébastien du XVIIIe, saint Jean Baptiste du XVIIe, un christ en croix du XVIe, un groupe sculpté saint Denis de Paris portant sa tête, en pierre polychromée, du XVIe, une aube et une chasuble du bienheureux Thomas Hélye du XIIIe, ainsi qu'un autel dit « tombeau » en faux marbre du XVIIIe siècle, un retable, une plaque en marbre à la mémoire de Charles-Étienne Fontaine (Ozeville, 1744 - La Sansonnerie, 1803) curé de Saint-Maurice, exilé à Jersey en 1791, et une verrière des XIXe-XXe de René Aubry et Gérard Bourget.
Le droit de patronage appartenait à l'abbaye de Montebourg qui prélevait deux parts de la dîme, la troisième étant dévolue au curé. Entre 1613 et 1616, la famille Cuquemelle fait refaire la chapelles sud afin d'y inhumer ses membres. L'édifice fut saccagée lors de la Terreur.
En 2015, une association pour la sauvegarde de l'église de Saint-Maurice a été créée[réf. nécessaire].
- Ancien presbytère du XVIIIe siècle, près de l'église, et dont une poutre portait la date de 1756[20].
- Croix de cimetière du XVIIe siècle, calvaire du XVIIe siècle.
- Croix de chemin du hameau Vastel et du carrefour D 42/D 116 du XXe siècle.
- Fontaine du bienheureux Thomas Hélye, inaugurée le 28 mai 1860, située à 200 m à l'ouest de l'église.

#### Patrimoine civil
- Manoir de la Cour des XVIe, XVIIIe – XIXe siècles, avec sa tourelle d'angle en encorbellement avec quatre meurtrières et ses fenêtres à meneaux à angles vifs, et une chapelle avec chevet plat à arc brisé, situé au nord, vers Saint-Pierre-d'Arthéglise. Il fut le chef lieu de la seigneurie de Saint-Maurice.

Le 17 mars 1637, Jacques Sorin, sieur de Rotot, en fit l'acquisition contre la somme de 4 000 livres, et passa par la suite à la famille de Beaudrap qui au XIXe siècle en avait toujours la possession avec 500 vergées (100 ha) de terres.
- Manoir de Ronceray des XVIe – XVIIe siècles, avec une tourelle carrée d'escalier et communs, au nord-est, avec 400 vergées de terres, possession de la famille Cuquemelle[Note 4][39].
- Hôtel Mauger des XVIIe – XVIIIe siècles, situé à 500 m, domaine de 200 vergées au sud-est de l'église, possession de la famille Cuquemelle.

Le 23 décembre 1816, la propriété est partagée entre Ernestine-Eulalie Ango, mère de Barbey et sa sœur, Désirée Ango, épouse de Jean-Louis François Pontas du Méril (1753-1826), médecin, maire de Valognes. La part de la mère de barbey sera vendue en 1867.
- Hôtel Hallot, possession de la famille Cuquemelle.
- Hôtel Fauvel, aujourd'hui ferme équestre, au sud-est du bourg, et dont il ne subsiste plus de vestiges intéressants. Il fut la possession de la famille d'Harcourt.
- Monument 9e Division d'infanterie à la mémoire des 14 soldats et officiers de la 9e division américaine, tués près de cet endroit le 17 juin 1944. Ce monument fut inauguré le 17 juin 1998 par le fils du capitaine Henri N. Blanchard, qui fut blessé ici et décéda une dizaine de jours plus tard[40].
- Jardin remarquable à la Bizerie.

### Personnalités liées à la commune
- Thomas Hélye (v. 1180-1257), missionnaire du XIIe siècle né à Biville, et béatifié en 1859 sous Pie IX. Vers 1255, il eut la charge de la paroisse Saint-Maurice. Il existe d'ailleurs une fontaine du Bienheureux Thomas Hélye. L'église conserve une chasuble, une aube et une ceinture lui ayant appartenu et qui furent  cachées et sauvées en 1790 par Marie Besselièvre.

### Héraldique
| Blason de Saint-Maurice-en-Cotentin | Blason  | De gueules à l'aigle impériale d'argent empiétant sur un foudre d'or, surmontée d'une couronne fermée aussi d'or et croisetée du même. |
| Blason de Saint-Maurice-en-Cotentin | Détails | Le statut officiel du blason reste à déterminer.                                                                                       |